# Boana heilprini
Boana heilprini é uma espécie de anuro da família Hylidae. Endêmico da Ilha de São Domingos, é encontrado na República Dominicana e Haiti em altitudes menores do que 1856 metros. A espécie foi nomeado em homenagem ao professor Angelo Heilprin.[carece de fontes?]
Os habitats naturais da espécie são córregos de montanhas associadas à florestas de caducifólias. Pode também ser encontrado em habitats modificados, como plantações de café, cacau ou pastos. É ameaçado pela destruição de seu habitat natural, graças a atividades agrícolas, extração de carvão e desmatamento.